# In My Own Dream
In My Own Dream är ett musikalbum av The Butterfield Blues Band som lanserades 1968 på skivbolaget Elektra Records. Den här skivan fortsatte på det spår man slagit in på gruppens förra album The Resurrection of Pigboy Crabshaw där man tagit in element av soul i sin bluesmusik. Noterbart på din här skivan är att gruppens blåssektion ges nästan lika mycket utrymme som elgitarren, vilket tidigare varit gruppens prominentaste instrument. Organisten Al Kooper gästar skivan på spåren "Drunk Again" och "Just to Be With You". I skivans fodral fanns en lång kryptisk text utformad som en intervju, skriven av Alfred G. Aronowitz. Skivans psykedeliska omslag var en målning av Gene Szafran.

## Låtlista
(kompositör inom parentes)
1. "Last Hope's Gone" (Paul Butterfield, Jim Haynie, David Sanborn) - 4:52
2. "Mine to Love" (Bugsy Maugh) - 4:21
3. "Get Yourself Together" (Bugsy Maugh) - 4:10
4. "Just to Be With You" (Bernard Roth) - 6:12
5. "Morning Blues" (Bugsy Maugh) - 4:58
6. "Drunk Again" (
7. Elvin Bishop" (Champion Jack Dupree) - 6:08
8. "In My Own Dream" (Paul Butterfield) - 5:48

## Listplaceringar
- Billboard 200, USA: #79[1]